# Slite
Slite er et byområde i Region Gotland i Gotlands län i Sverige med et indbyggertal på 1.405 (2023) indbyggere.